# Velká Lečice

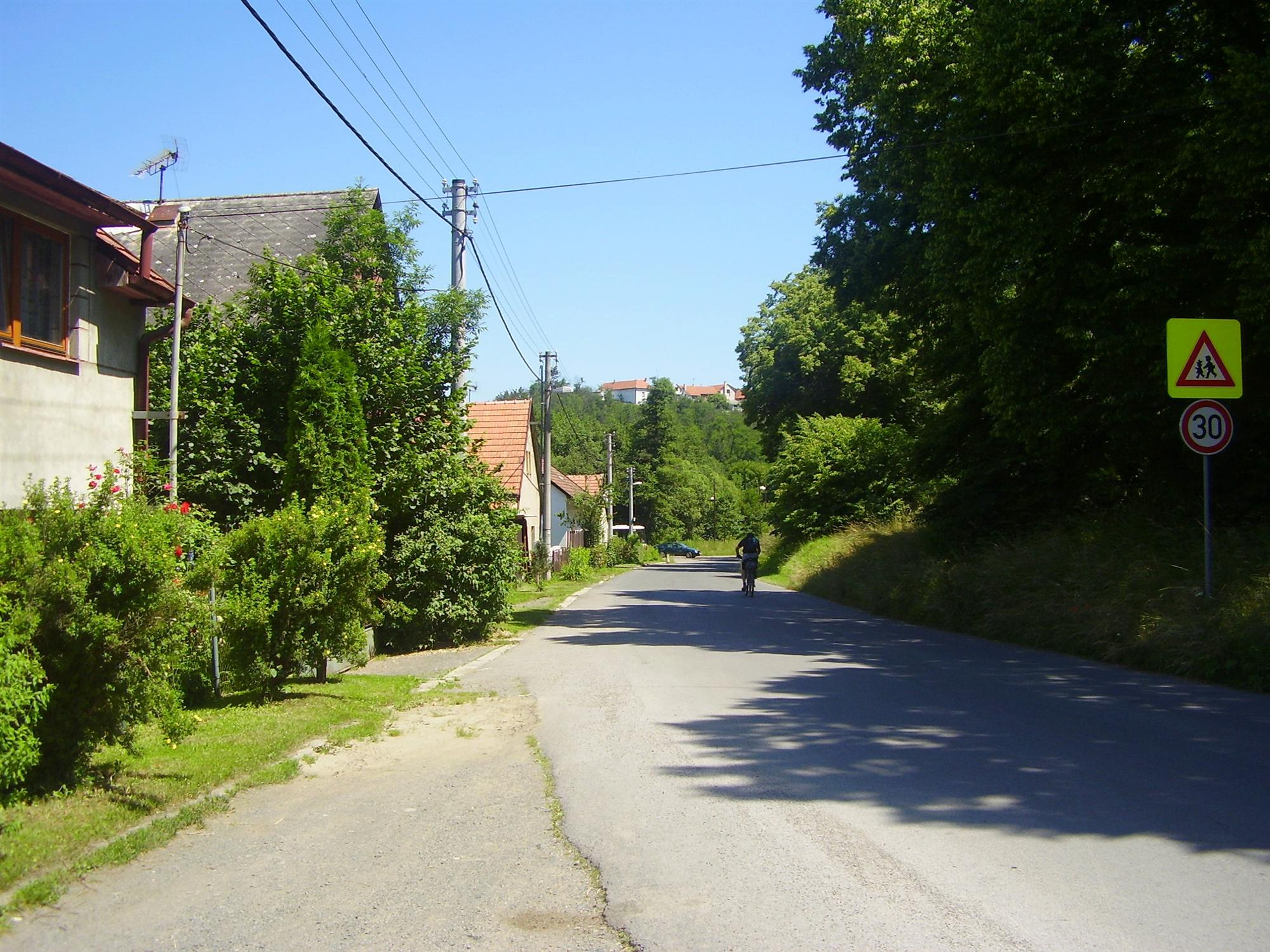
Straße im Unterdorf

Velká Lečice (deutsch Groß Letschitz) ist eine Gemeinde in Tschechien. Sie liegt vier Kilometer nordöstlich von Nový Knín und gehört zum Okres Příbram.

## Geographie
Velká Lečice befindet sich auf einer Hochfläche linksseitig über dem Tal des Baches Kocába (Kotzaba) und ihres Zuflusses Potok z Dvochců in der Dobříšská pahorkatina im Norden der Středočeská pahorkatina. Nördlich erhebt sich der Horní vrch (439 m), im Nordosten der Čihadlo (380 m), südöstlich die Nevada (420 m), südlich die Chvojná (481 m), im Südwesten der Na Vršku (377 m), westlich der Na Vinicí (408 m) und im Nordwesten die Hůrka (421 m) und der Pleš (490 m).
Nachbarorte sind Senešnice, Jamky und Bratřínov im Norden, Malá Lečice und Královky im Nordosten, Porostliny, Bouska, Slapy und Buš im Osten, Nové Dvory und Krámy im Südosten, Spálený Mlýn, Za Kocábou, Moravce, Sudovice und U Pařeza im Süden, Nový Knín, Starý Knín, Velká Hraštice und Malá Hraštice im Südwesten, Voznice und Bažantnice im Westen sowie Nová Ves pod Pleší, Pleš und Zahořany im Nordwesten.

## Geschichte
Archäologische Funde belegen eine menschliche Anwesenheit auf dem Gemeindegebiet während der späten Steinzeit um 2000 v. Chr., eine dauerhafte Besiedlung konnte jedoch nicht nachgewiesen werden. Etwa um 250 v. Chr. begannen keltische Siedler an der Kocába nach Gold zu seifen. Der Kniner Goldbergbau wurde im 11. Jahrhundert aufgenommen; die Goldlagerstätte erstreckt sich von Čisovice über Zahořany, Rymaně, Pleš, Bratřínov, Malá Lečice, Velká Lečice, Knín, Sudovice, Kozí Hory, Libčice bis nach Mokrsko. In dem damals noch dicht bewaldeten Gebiet errichteten die ersten Bergleute ihre Hütten an der Kocába und auf einem erhöhten Platz an der Stelle des heutigen Oberdorfes.
Die erste schriftliche Erwähnung des Dorfes erfolgte im Jahre 1412. Der Goldbergbau erlosch wahrscheinlich während der Hussitenkriege. Vorteilhaft für Velká Lečice war die günstige Lage auf der Hochfläche.
Velká Lečice bildete zusammen mit Čím, Čelina und einem Teil von Bratřínov eine Exklave der Burggrafschaft Karlstein zwischen den Besitzungen der Herrschaft Dobříš (Senešnice, Nová Ves, Hraštice) und des Zisterzienserklosters Königsaal (Malá Lečice, Krámy, Nové Dvory). Von der einstigen Bedeutung des Dorfes zeugen Reste einer Töpferwerkstatt aus der ersten Hälfte des 15. Jahrhunderts sowie ein 500 Jahre alter Brunnen mit Eichenzimmerung, der beim Bau des Hauses Nr. 84 freigelegt wurde. Den Überlieferungen nach soll am Platz des Hauses Nr. 84 eine Brauerei gestanden sein, die mit dem Wirtshaus (Nr. 60) durch einen unterirdischen Gang verbunden war.
1619 wurde die Burggrafschaft Karlstein aufgehoben und zugleich auch die Kronjuwelen und das königliche Archiv nach Prag verbracht. Im Jahre 1625 ging die Herrschaft Karlstein in den Besitz der Kammer der böhmischen Königin über. Die Burg und die Herrschaft Karlstein wurden 1631 an Jan Kavka Říčanský von Říčan verpfändet. Im Jahre 1639 wurde die Gegend von den Truppen des schwedischen Feldmarschalls Banér geplündert. In der berní rula von 1653 sind für Velká Lečice 13 Bauernwirtschaften aufgeführt, außerdem gab es zwei Mühlen. Am 13. Juni 1659 vernichtete ein Großfeuer acht Häuser. Neben der Landwirtschaft bildete die Herstellung von Gerberlohe die Lebensgrundlage der Bewohner des Dorfes. Im Jahre 1693 erwarb die königliche Kammer die Burg und Herrschaft Karlstein zurück.
Im Jahre 1846 bestand das im Berauner Kreis gelegene Dorf Groß-Letschitz / Welko-Lečice aus 44 Häusern mit 292 Einwohnern. Im Ort gab es ein Wirtshaus, abseits lagen an der Kotzaba drei Mühlen. Pfarrort war Alt-Knin (Starý Knín). Bis zur Mitte des 19. Jahrhunderts blieb das Dorf der k.k. Tafel-Herrschaft Karlstein untertänig.
Nach der Aufhebung der Patrimonialherrschaften bildete Velká Lečice / Groß-Letschitz ab 1850 zusammen mit Malá Lečice einen Ortsteil der Gemeinde Lečice / Letschitz im Gerichtsbezirk Dobříš. Ab 1868 gehörte das Dorf zum Bezirk Příbram. Seit 1881 führte die Gemeinde den Namen Velké Lečice, ab 1924 wird Velká Lečice als amtlicher Gemeindename verwendet. Die Kocába wurde 1910 im Babí důl und bei Na Fusnice reguliert. 1914 entstanden die sechs Häuser in Štěkanda. Velká Lečice bestand im Jahre 1918 aus 72 Häusern mit 337 Einwohnern. Im Ort gab es zwei Wirtshäuser, zwei Läden, einen Dorfteich und zwei Gemeindebrunnen, außerdem befanden sich auf dem Kataster drei Mühlen. Malá Lečice löste sich 1920 los und bildete eine eigene Gemeinde. Im selben Jahre wurde der Potok z Dvochců reguliert und die Furt in der Ortsmitte abgeschafft. Zwischen Velká Lečice und Štěkanda entstand 1925 eine gusseiserne Brücke über die Kocába. Im Jahr darauf wurde das Dorf elektrifiziert. Im Jahre 1949 wurde die Gemeinde dem neu gebildeten Okres Dobříš zugeordnet, seit dessen Aufhebung im Jahre 1960 gehört sie zum Okres Příbram. Am 1. Jänner 1980 wurde Velká Lečice nach Nová Ves pod Pleší eingemeindet. Seit dem 1. Juli 1990 bildet Velká Lečice wieder eine eigene Gemeinde. Am Jahre 1999 fanden am Platz U Jezu im Kocábatal zwischen Velká Lečice und Malá Lečice die Weltmeisterschaften im Goldwaschen statt. Das Dorf besteht aus 97 Häusern, in denen 163 Personen leben.

## Gemeindegliederung
Für die Gemeinde Velká Lečice sind keine Ortsteile ausgewiesen. Velká Lečice besteht aus den Ortslagen Vrch und Štěkanda bzw. Za Kocábou sowie der Einschicht Spálený Mlýn.

## Sehenswürdigkeiten
- Kapelle am Dorfplatz in der Ortslage Vrch, errichtet in der 1. Hälfte des 19. Jahrhunderts. Die Glocke stammt aus dem Jahre 1756. Die Kapelle ist in die Denkmalliste eingetragen und wurde 1991 instand gesetzt.
- Nischenkapelle Boží Muka am Wegekreuz im nördlichen Teil des Dorfes. Sie entstand im 19. Jahrhundert und wird von zwei Linden umgeben. 1995 wurde sie saniert und geweiht.
- Nischenkapelle U Křížku im unteren Teil des Dorfes. Sie stammt aus dem 19. Jahrhundert und wurde ebenfalls 1995 instand gesetzt.
- Relikte von Goldseifen an der Kocába
- Ehemalige Goldbergwerke im Babí důl und an der Nevada

## Söhne und Töchter der Gemeinde
- Ladislav Sirový (1918–1992), katholischer Priester und von 1988 bis 1992 46. Hochmeister der Kreuzherren mit dem Roten Stern